# Altagracia (Nueva Esparta)
Altagracia és un poble de la parròquia Sucre, del municipi Gómez, a l'Estat Nova Esparta, Veneçuela. Està situat al nord-est de l'Illa Margarita, propera a Juan Griego i té una altura de 380 msnm.
S'elaboren les tradicionals espardenyes i adorns amb petxines marines.
Nostra Senyora de Altagracia és la patrona de la localitat i celebren la festa el 6 de gener.